# Beaulieu-sur-Oudon
Beaulieu-sur-Oudon – miejscowość i gmina we Francji, w regionie Kraj Loary, w departamencie Mayenne.
Według danych na rok 1990 gminę zamieszkiwało 380 osób, a gęstość zaludnienia wynosiła 19 osób/km² (wśród 1504 gmin Kraju Loary Beaulieu-sur-Oudon plasuje się na 923. miejscu pod względem liczby ludności, natomiast pod względem powierzchni na miejscu 554.).